# Accolay
Accolay [akɔlɛ] ist eine französische Commune déléguée in der Gemeinde Deux Rivières in der Region Bourgogne-Franche-Comté. Sie lag im Département Yonne, im Arrondissement Auxerre und im Kanton Vermenton. Die Einwohnerzahl beträgt 452 (Stand 1. Januar 2022). Accolay liegt am Fluss Cure und am Canal d’Accolay, einem Stichkanal des Canal du Nivernais.
Accolay befindet sich innerhalb der definierten Grenzen der Weinbauregion Burgund. Definierte Flächen sind zur Produktion von Weinen unter der Herkunftsbezeichnung Bourgogne zugelassen.
Die Gemeinde Accolay wurde am 1. Januar 2017 mit Cravant zur Commune nouvelle Deux Rivières zusammengeschlossen.

## Bevölkerungsentwicklung
| Jahr                       | 1962 | 1968 | 1975 | 1982 | 1990 | 1999 | 2006 | 2013 |
| Einwohner                  | 380  | 344  | 371  | 384  | 377  | 433  | 462  | 409  |
| Quellen: Cassini und INSEE |      |      |      |      |      |      |      |      |

Mit zuletzt 409 Einwohnern (Stand 1. Januar 2013) gehörte Accolay zu den kleineren Gemeinden des Départements Yonne. Von Anfang der 1960er Jahre bis ins Jahr 1990 wurden nur relativ geringe Schwankungen verzeichnet. Seitdem nahm die Einwohnerzahl konstant zu.